# Megaloctena grandis
Megaloctena grandis är en fjärilsart som beskrevs av Alphéraky 1892. Megaloctena grandis ingår i släktet Megaloctena och familjen nattflyn. Inga underarter finns listade i Catalogue of Life.